# 玉田永教
玉田 永教（たまだ えいきょう、宝暦6年（1756年） - 天保7年9月16日（1836年10月25日））は、江戸時代の神道家。国に回って、神国を論じて、神代文字を研究した。弟子の小笠原通当はホツマツタヱの再発見者。
徳島藩士の子。本姓は横山、通称は主計。垂加神道、吉田神道を学んだ後、京都で家塾・秀穂舎を開いた。
「上記」の発見者幸松葉枝尺によると、文政期に「上記」の原文は玉田先生に依頼されたが、偽書と断じられた。
吉田松陰は、子供の頃に玉田先生の本を読んだ。

## 主な文業
- 「神国令」神代の歴史と神儒仏の賛否両論
- 「神道柱立」 天地開闢について
- 「神道講義」日本書紀の説き方
- 「竈神秘説」かまど神の得について